# Szenegál a 2000. évi nyári olimpiai játékokon
Szenegál az ausztráliai Sydneyben megrendezett 2000. évi nyári olimpiai játékok egyik részt vevő nemzete volt. Az országot az olimpián 6 sportágban 26 sportoló képviselte, akik érmet nem szereztek.

## Atlétika
Férfi
| Versenyző                                          | Versenyszám     | Előfutam | Előfutam | Előfutam | Negyeddöntő | Negyeddöntő | Negyeddöntő | Elődöntő | Elődöntő | Elődöntő | Döntő   | Döntő    |
| Versenyző                                          | Versenyszám     | Idő      | Hely.    | Össz.    | Idő         | Hely.       | Össz.       | Idő      | Hely.    | Össz.    | Idő     | Helyezés |
| -------------------------------------------------- | --------------- | -------- | -------- | -------- | ----------- | ----------- | ----------- | -------- | -------- | -------- | ------- | -------- |
| Oumar Loum                                         | 200 m           | 20,87    | 3.       | 25.*     | 20,60       | 5.          | 20.         | kiesett  | kiesett  | kiesett  | kiesett | kiesett  |
| Ibou Faye                                          | 400 m gát       | 50,09    | 3.       | 20.      | kiesett     | kiesett     | kiesett     | kiesett  | kiesett  | kiesett  | kiesett | kiesett  |
| Oumar Loum Ousmane Niang Youssoupha Sarr Ibou Faye | 4 × 400 m váltó | 3:02,67  | 4.       | 4.       |             |             |             | 3:02,94  | 7.       | 12.      | kiesett | kiesett  |

Női
| Versenyző                                                 | Versenyszám     | Előfutam | Előfutam | Előfutam | Negyeddöntő | Negyeddöntő | Negyeddöntő | Elődöntő | Elődöntő | Elődöntő | Döntő   | Döntő    |
| Versenyző                                                 | Versenyszám     | Idő      | Hely.    | Össz.    | Idő         | Hely.       | Össz.       | Idő      | Hely.    | Össz.    | Idő     | Helyezés |
| --------------------------------------------------------- | --------------- | -------- | -------- | -------- | ----------- | ----------- | ----------- | -------- | -------- | -------- | ------- | -------- |
| Aminata Diouf                                             | 100 m           | 11,65    | 5.       | 45.**    | kiesett     | kiesett     | kiesett     | kiesett  | kiesett  | kiesett  | kiesett | kiesett  |
| Aïda Diop                                                 | 200 m           | 23,46    | 6.       | 33.      | kiesett     | kiesett     | kiesett     | kiesett  | kiesett  | kiesett  | kiesett | kiesett  |
| Amy Mbacké Thiam                                          | 400 m           | 51,79    | 1.       | 12.      | 51,64       | 3.          | 17.         | 51,60    | 7.       | 12.      | kiesett | kiesett  |
| Mame Tacko Diouf                                          | 400 m gát       | 58,65    | 6.       | 27.      | kiesett     | kiesett     | kiesett     | kiesett  | kiesett  | kiesett  | kiesett | kiesett  |
| Aïda Diop Mame Tacko Diouf Aminata Diouf Amy Mbacké Thiam | 4 × 400 m váltó | 3:28,02  | 4.       | 13.      |             |             |             |          |          |          | kiesett | kiesett  |

| Versenyző   | Versenyszám | Selejtező | Selejtező | Döntő    | Döntő    |
| Versenyző   | Versenyszám | Eredmény  | Helyezés  | Eredmény | Helyezés |
| ----------- | ----------- | --------- | --------- | -------- | -------- |
| Kène N'Doye | Hármasugrás | 13,94 m   | 14.       | kiesett  | kiesett  |

* - egy másik versenyzővel azonos eredményt ért el

** - két másik versenyzővel azonos eredményt ért el

## Birkózás
Szabadfogású
| Versenyző         | Versenyszám | Csoportkör                                                                | Csoportkör | Negyeddöntő       | Elődöntő          | Bronz- mérkőzés   | Döntő             | Helyezés |
| Versenyző         | Versenyszám | Ellenfél Eredmény                                                         | Hely.      | Ellenfél Eredmény | Ellenfél Eredmény | Ellenfél Eredmény | Ellenfél Eredmény | Helyezés |
| ----------------- | ----------- | ------------------------------------------------------------------------- | ---------- | ----------------- | ----------------- | ----------------- | ----------------- | -------- |
| Adja Marieme Diop | 85 kg       | 2. csoport · Charles Burton (USA) · 0-4 · Grégory Martinetti (SUI) · 10-7 | 2.         | kiesett           | kiesett           | kiesett           | kiesett           | 15.      |

## Cselgáncs
Női
| Versenyző         | Versenyszám | Selejtező                       | Nyolcaddöntő      | Negyeddöntő       | Elődöntő          | Vigaszág első kör | Vigaszág negyeddöntő | Vigaszág elődöntő | Bronz- mérkőzés   | Döntő             | Helyezés    |
| Versenyző         | Versenyszám | Ellenfél Eredmény               | Ellenfél Eredmény | Ellenfél Eredmény | Ellenfél Eredmény | Ellenfél Eredmény | Ellenfél Eredmény    | Ellenfél Eredmény | Ellenfél Eredmény | Ellenfél Eredmény | Helyezés    |
| ----------------- | ----------- | ------------------------------- | ----------------- | ----------------- | ----------------- | ----------------- | -------------------- | ----------------- | ----------------- | ----------------- | ----------- |
| Adja Marieme Diop | Nehézsúly   | Karina Bryant (GBR) · 0000-1000 | kiesett           | kiesett           | kiesett           |                   |                      |                   |                   |                   | helyezetlen |

## Kosárlabda

### Női
| Szenegáli női kosárlabdacsapat-játékoskeret                                            | Szenegáli női kosárlabdacsapat-játékoskeret                                                                      |
| -------------------------------------------------------------------------------------- | --- |
| - Coumba Cissé - Adama Diakhaté - Bineta Diouf - Mbarika Fall - Awa Guèye - Marieme Lo | - Mame Maty M’Bengue - Astou N’Diaye - Fatime N’Diaye - Ndialou Paye - Khady Sourangué Diop - Khady Yacine N’Gom |

#### Eredmények
Csoportkör
A csoport
| Csapat              | M | Gy | V | P+  | P–  | Pk   | P  |
| ------------------- | - | -- | - | --- | --- | ---- | -- |
| Ausztrália (AUS)    | 5 | 5  | 0 | 394 | 264 | +130 | 10 |
| Franciaország (FRA) | 5 | 4  | 1 | 338 | 287 | +51  | 9  |
| Brazília (BRA)      | 5 | 2  | 3 | 358 | 323 | +35  | 7  |
| Szlovákia (SVK)     | 5 | 2  | 3 | 294 | 292 | +2   | 7  |
| Kanada (CAN)        | 5 | 2  | 3 | 283 | 317 | –34  | 7  |
| Szenegál (SEN)      | 5 | 0  | 5 | 199 | 383 | –184 | 5  |

| 2000. szeptember 16. 14:30 | Franciaország (FRA) | 75–39     | Szenegál (SEN) | Nézőszám: 5330 |
| 2000. szeptember 16. 14:30 | (42–21) Jegyzőkönyv |           |                | Nézőszám: 5330 |
| 2000. szeptember 16. 14:30 | Antibe 13           | Pont      | A. N’Diaye 11  | Nézőszám: 5330 |
| 2000. szeptember 16. 14:30 | Fijalkowski 7       | Lepattanó | A. N’Diaye 7   | Nézőszám: 5330 |
| 2000. szeptember 16. 14:30 | Melain 5            | Gólpassz  | Fall 4         | Nézőszám: 5330 |

| 2000. szeptember 18. 9:30 | Szenegál (SEN)      | 41–62     | Kanada (CAN) | Nézőszám: 4315 |
| 2000. szeptember 18. 9:30 | (19–36) Jegyzőkönyv |           |              | Nézőszám: 4315 |
| 2000. szeptember 18. 9:30 | Diop 7              | Pont      | Bouchard 18  | Nézőszám: 4315 |
| 2000. szeptember 18. 9:30 | A. N’Diaye 8        | Lepattanó | Norman 8     | Nézőszám: 4315 |
| 2000. szeptember 18. 9:30 | Cissé 3             | Gólpassz  | Boucher 3    | Nézőszám: 4315 |

| 2000. szeptember 20. 14:30 | Brazília (BRA)      | 82–48     | Szenegál (SEN)  | Nézőszám: 8383 |
| 2000. szeptember 20. 14:30 | (44–23) Jegyzőkönyv |           |                 | Nézőszám: 8383 |
| 2000. szeptember 20. 14:30 | Luz 21              | Pont      | A. N'Diaye 16   | Nézőszám: 8383 |
| 2000. szeptember 20. 14:30 | Oliveira 11         | Lepattanó | három játékos 7 | Nézőszám: 8383 |
| 2000. szeptember 20. 14:30 | dos Santos Arcain 5 | Gólpassz  | három játékos 2 | Nézőszám: 8383 |

| 2000. szeptember 22. 19:30 | Szenegál (SEN)      | 39–96     | Ausztrália (AUS) | Nézőszám: 8426 |
| 2000. szeptember 22. 19:30 | (18–55) Jegyzőkönyv |           |                  | Nézőszám: 8426 |
| 2000. szeptember 22. 19:30 | M’Bengue 11         | Pont      | Boyd 15          | Nézőszám: 8426 |
| 2000. szeptember 22. 19:30 | M’Bengue 7          | Lepattanó | Whittle 8        | Nézőszám: 8426 |
| 2000. szeptember 22. 19:30 | Diakhaté 4          | Gólpassz  | Brogan 5         | Nézőszám: 8426 |

| 2000. szeptember 24. 9:30 | Szenegál (SEN)      | 32–68     | Szlovákia (SVK) | Nézőszám: 8308 |
| 2000. szeptember 24. 9:30 | (12–27) Jegyzőkönyv |           |                 | Nézőszám: 8308 |
| 2000. szeptember 24. 9:30 | A. N’Diaye 16       | Pont      | Žirková 18      | Nézőszám: 8308 |
| 2000. szeptember 24. 9:30 | A. N’Diaye 10       | Lepattanó | Hiráková 7      | Nézőszám: 8308 |
| 2000. szeptember 24. 9:30 | Diakhaté 3          | Gólpassz  | Frniaková 5     | Nézőszám: 8308 |

A 11. helyért
| 2000. szeptember 26. 9:30 | Szenegál (SEN)      | 69–72     | Új-Zéland (NZL) | Nézőszám: 8320 |
| 2000. szeptember 26. 9:30 | (39–40) Jegyzőkönyv |           |                 | Nézőszám: 8320 |
| 2000. szeptember 26. 9:30 | Diakhaté 18         | Pont      | Tupu 17         | Nézőszám: 8320 |
| 2000. szeptember 26. 9:30 | Fall 9              | Lepattanó | Ofsoski 7       | Nézőszám: 8320 |
| 2000. szeptember 26. 9:30 | A. N’Diaye 3        | Gólpassz  | Daly 4          | Nézőszám: 8320 |

| Csapat         | Helyezés |
| -------------- | -------- |
| Szenegál (SEN) | 12.      |

## Ökölvívás
| Versenyző    | Versenyszám  | Selejtező                       | Nyolcaddöntő      | Negyeddöntő       | Elődöntő          | Döntő             | Helyezés |
| Versenyző    | Versenyszám  | Ellenfél Eredmény               | Ellenfél Eredmény | Ellenfél Eredmény | Ellenfél Eredmény | Ellenfél Eredmény | Helyezés |
| ------------ | ------------ | ------------------------------- | ----------------- | ----------------- | ----------------- | ----------------- | -------- |
| Djibril Fall | Félnehézsúly | Alekszandr Lebzjak (RUS) · 1-16 | kiesett           | kiesett           | kiesett           | kiesett           | 17.      |

## Úszás
Férfi
| Versenyző   | Versenyszám | Előfutam | Előfutam | Előfutam | Elődöntő | Elődöntő | Elődöntő | Döntő   | Döntő    |
| Versenyző   | Versenyszám | Idő      | Hely.    | Össz.    | Idő      | Hely.    | Össz.    | Idő     | Helyezés |
| ----------- | ----------- | -------- | -------- | -------- | -------- | -------- | -------- | ------- | -------- |
| Malick Fall | 100 m mell  | 1:08,60  | 5.       | 62.      | kiesett  | kiesett  | kiesett  | kiesett | kiesett  |

Női
| Versenyző    | Versenyszám | Előfutam | Előfutam | Előfutam | Elődöntő | Elődöntő | Elődöntő | Döntő   | Döntő    |
| Versenyző    | Versenyszám | Idő      | Hely.    | Össz.    | Idő      | Hely.    | Össz.    | Idő     | Helyezés |
| ------------ | ----------- | -------- | -------- | -------- | -------- | -------- | -------- | ------- | -------- |
| Zeïna Sahéli | 100 m gyors | 1:07,37  | 5.       | 51.      | kiesett  | kiesett  | kiesett  | kiesett | kiesett  |